# Боярська сільська рада
Бо́ярська сільська́ ра́да — адміністративно-територіальна одиниця та орган місцевого самоврядування в Лисянському районі Черкаської області. Адміністративний центр — село Боярка.

## Загальні відомості
- Населення ради: 750 осіб (станом на 2001 рік)

## Населені пункти
Сільській раді були підпорядковані населені пункти:
- с. Боярка

## Склад ради
Рада складалася з 14 депутатів та голови.
- Голова ради: Дудник Олександр Іванович
- Секретар ради: Братко Людмила Андріївна

### Керівний склад попередніх скликань
| Прізвище, ім'я, по батькові | Основні відомості                                                                                          | Дата обрання | Дата звільнення |
| --------------------------- | --- | ------------ | --------------- |
| Дудник Олександр Іванович   | Сільський голова, 1964 року народження, освіта вища, член Соціал-демократичної партії України (об'єднаної) | 26.03.2006   | 31.10.2010      |
| Дудник Олександр Іванович   | Сільський голова, 1964 року народження, освіта вища, член Партії регіонів                                  | 31.10.2010   |                 |

Примітка: таблиця складена за даними сайту Верховної Ради України

### Депутати
За результатами місцевих виборів 2010 року депутатами ради стали:

#### За суб'єктами висування
| Суб'єкт висування | Кількість обраних депутатів | %    |
| ----------------- | --------------------------- | ---- |
| Самовисування     | 8                           | 57,1 |
| Народна партія    | 3                           | 21,4 |
| Партія регіонів   | 3                           | 21,4 |

#### За округами
| № округу        | Прізвище, ім'я, по батькові        | Дата визнання обраним | Освіта  | Партійна приналежність | Відомості про обраного депутата                                |
| --------------- | ---------------------------------- | --------------------- | ------- | ---------------------- | -------------------------------------------------------------- |
| Народна Партія  |                                    |                       |         |                        |                                                                |
| 2               | Олексієнко Віктор Миколайович      | 03.11.2010            | середня | позапартійний          | ТОВ"Урожай", водій                                             |
| 11              | Осадча Катерина Вікторівна         | 03.11.2010            | вища    | позапартійна           | Боярська дільнична ветлікарня, ветлікар                        |
| 12              | Калениченко Сергій Миколайович     | 03.11.2010            | середня | позапартійний          | Боярський навчально-виховний комплекс, бібліотекар             |
| Партія регіонів |                                    |                       |         |                        |                                                                |
| 1               | Литвиненко Микола Олексійович      | 03.11.2010            | вища    | член Партії регіонів   | пенсіонер                                                      |
| 4               | Братко Людмила Андріївна           | 03.11.2010            | вища    | член Партії регіонів   | Боярська сільська рада, секретар                               |
| 13              | Завальська Валентина Василівна     | 03.11.2010            | середня | член Партії регіонів   | Боярська дільнична лікарня, кухар                              |
| Самовисування   |                                    |                       |         |                        |                                                                |
| 3               | Братко Зінаїда Григорівна          | 03.11.2010            | вища    | член Партії регіонів   | пенсіонер                                                      |
| 5               | Клинковська Людмила Яківна         | 03.11.2010            | вища    | позапартійна           | пенсіонер                                                      |
| 6               | Добровольський Віталій Миколайович | 03.11.2010            | середня | член Партії регіонів   | ТОВ «Урожай», водій                                            |
| 7               | Костенко Валентина Григорівна      | 03.11.2010            | вища    | позапартійна           | пенсіонер                                                      |
| 8               | Черевко Олександр Анатолійович     | 03.11.2010            | вища    | член Партії регіонів   | Боярська дільнична ветеринарна лікарня, ветеринарний лікар     |
| 9               | Юнга Леонід Миколайович            | 03.11.2010            | вища    | позапартійний          | Богуславська філія експлуатації газового господарства, майстер |
| 10              | Черниш Василь Миколайович          | 03.11.2010            | вища    | член Партії регіонів   | пенсіонер                                                      |
| 14              | Артеменко Сергій Борисович         | 03.11.2010            | вища    | член Партії регіонів   | Боярський навчально-виховний комплекс, завідувач господарства  |

## Населення
Згідно з переписом УРСР 1989 року чисельність наявного населення сільської ради становила 896 осіб, з яких 405 чоловіків та 491 жінка.
За переписом населення України 2001 року в сільській раді мешкало 740 осіб.

### Мова
Розподіл населення за рідною мовою за даними перепису 2001 року:
| Мова       | Відсоток |
| ---------- | -------- |
| українська | 98,27 %  |
| російська  | 1,07 %   |
| білоруська | 0,13 %   |
| вірменська | 0,13 %   |
| угорська   | 0,13 %   |
| інші       | 0,27 %   |